# السهلة (فرع العدين)

تعديل مصدري - تعديل

السهلة هي إحدى قرى عزلة المزاحن بمديرية فرع العدين التابعة لمحافظة إب، بلغ تعداد سكانها 3591 نسمة حسب تعداد اليمن لعام 2004.